# Bad Blankenburg

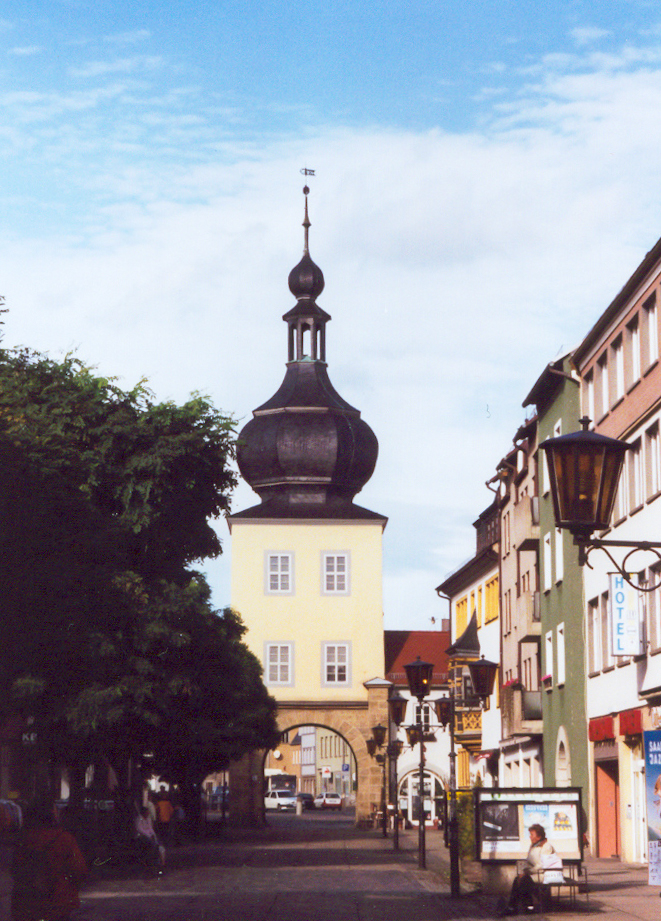
Bad Blankenburg

Bad Blankenburg este un oraș din landul Turingia, Germania.

## Personalități născute aici
- Günther de Schwarzburg (1304 - 1349), conte, antirege împotriva lui Carol al IV-lea.